# Christine Roiter
Christine Roiter (* 20. Januar 1964 in Linz) ist eine österreichische Schriftstellerin.

## Leben
Christine Roiter studierte Philosophie, Germanistik und Soziologie in Wien und Linz. In Deutschland absolvierte sie eine Ausbildung in traditioneller chinesischer Medizin. Nach der Geburt ihrer Tochter studierte sie Soziologie und Frauenforschung und schloss ihr Studium 2002 mit der Promotion ab. Von 2001 bis 2003 war sie Mitglied der Österreichischen Historikerkommission. Christine Roiter schreibt Lyrik und Prosa und ist Mitglied der IG Autorinnen Autoren und des Literaturkreises Linz.

## Werke
- Linzer Kinderstadtführer, Freya Verlag, Linz 2008
- Wenn Tag und Nacht sich treffen, Lyrik, Mauer-Verlag Kriese, Rottenburg am Neckar 2007
- Die drei Leben der Nina Katz, Kurzgeschichten, Mauer-Verlag Kriese, Rottenburg am Neckar 2007
- Irgendwann, Lyrik, Arovell Verlag, Gosau 2007
- Henriette Haill: Annäherung an einen vergessenen Engel, Der Andere Verlag, Tönning, Lübeck, Marburg 2006
- Hedda Wagner: Komponistin, Dichterin, Frauenrechtlerin, Studien-Verlag, Innsbruck 2004